# W56
Pour les articles homonymes, voir W56 (homonymie).
La W56 est une ogive thermonucléaire américaine. Fabriquée à partir de 1963 et retirée du service en 1993, elle a été déployée dans les ICBM Minuteman I et II.

## Description
La W56 a été conçue en différents modèles par le Laboratoire national de Lawrence Livermore et les Laboratoires Sandia, chacune ayant environ les mêmes dimensions et produisant une explosion de 1,2 megatonne. Les modèles Mod-1, Mod-2 et Mod-3 pesaient environ 600 livres, et le modèle Mod-4 pesait environ 680 livres. Tous les modèles ressemblaient à un cône : leur diamètre mesurait 17,4 pouces et leur longueur était de 47,3 pouces.
Les trois premiers modèles (Mod-1, Mod-2 et Mod-3) ont été produits à partir de 1963 et retirés du service en septembre 1966. Le modèle Mod-4 a été en production de 1969 à 1993. 1 000 bombes W56 ont été produites, 455 étant du modèle Mod-4.
Les premiers modèles ont dû être réusinés pour réparer un problème de fiabilité, ce qui a probablement causé leur fin de service prématuré.
Un groupe de garde prétend qu'une bombe a failli exploser en 2005 lorsqu'une pression excessive a été appliquée lors du démontage. Toutes les bombes W56 avaient été démontées à la fin de juin 2006.